# Arrondissement Mortagne-au-Perche
Das Arrondissement Mortagne-au-Perche ist eine Verwaltungseinheit des französischen Départements Orne innerhalb der Region Normandie. Verwaltungssitz (Unterpräfektur) ist Mortagne-au-Perche.

## Wahlkreise
Im Arrondissement liegen sieben Wahlkreise (Kantone):
- Kanton L’Aigle
- Kanton Bretoncelles
- Kanton Ceton
- Kanton Mortagne-au-Perche
- Kanton Rai
- Kanton Tourouvre au Perche
- Kanton Vimoutiers

## Gemeinden
Die Gemeinden des Arrondissements Mortagne-au-Perche sind:
| 1. Appenai-sous-Bellême (61005)*         | 2. Aube (61008)                             | 3. Aubry-le-Panthou (61010)                 | 4. Auguaise (61012)                           |
| 5. Avernes-Saint-Gourgon (61018)         | 6. Bazoches-sur-Hoëne (61029)               | 7. Beaufai (61032)                          | 8. Beaulieu (61034)                           |
| 9. Belforêt-en-Perche (61196)            | 10. Bellavilliers (61037)                   | 11. Bellême (61038)                         | 12. Bellou-le-Trichard (61041)                |
| 13. Berd’huis (61043)                    | 14. Bizou (61046)                           | 15. Boëcé (61048)                           | 16. Bonnefoi (61052)                          |
| 17. Bonsmoulins (61053)                  | 18. Brethel (61060)                         | 19. Bretoncelles (61061)                    | 20. Camembert (61071)                         |
| 21. Canapville (61072)                   | 22. Ceton (61079)                           | 23. Champeaux-sur-Sarthe (61087)            | 24. Champ-Haut (61088)                        |
| 25. Champosoult (61089)                  | 26. Chandai (61092)                         | 27. Charencey (61429)                       | 28. Chaumont (61103)                          |
| 29. Chemilli (61105)                     | 30. Cisai-Saint-Aubin (61108)               | 31. Comblot (61113)                         | 32. Corbon (61118)                            |
| 33. Coulimer (61121)                     | 34. Coulmer (61122)                         | 35. Courgeon (61129)                        | 36. Courgeoût (61130)                         |
| 37. Cour-Maugis sur Huisne (61050)       | 38. Croisilles (61138)                      | 39. Crouttes (61139)                        | 40. Crulai (61140)                            |
| 41. Dame-Marie (61142)                   | 42. Échauffour (61150)                      | 43. Écorcei (61151)                         | 44. Fay (61159)                               |
| 45. Feings (61160)                       | 46. Fresnay-le-Samson (61180)               | 47. Gacé (61181)                            | 48. Guerquesalles (61198)                     |
| 49. Igé (61207)                          | 50. Irai (61208)                            | 51. L’Aigle (61214)                         | 52. L’Hôme-Chamondot (61206)                  |
| 53. La Chapelle-Montligeon (61097)       | 54. La Chapelle-Souëf (61099)               | 55. La Chapelle-Viel (61100)                | 56. La Ferrière-au-Doyen (61162)              |
| 57. La Ferté-en-Ouche (61167)            | 58. La Fresnaie-Fayel (61178)               | 59. La Gonfrière (61193)                    | 60. La Madeleine-Bouvet (61241)               |
| 61. La Mesnière (61277)                  | 62. La Trinité-des-Laitiers (61493)         | 63. La Ventrouze (61500)                    | 64. Le Bosc-Renoult (61054)                   |
| 65. Le Mage (61242)                      | 66. Le Ménil-Bérard (61259)                 | 67. Le Ménil-Vicomte (61272)                | 68. Le Pas-Saint-l’Homer (61323)              |
| 69. Le Pin-la-Garenne (61329)            | 70. Le Renouard (61346)                     | 71. Le Sap-André (61461)                    | 72. Les Aspres (61422)                        |
| 73. Les Champeaux (61086)                | 74. Les Genettes (61187)                    | 75. Les Menus (61274)                       | 76. Lignères (61225)                          |
| 77. Loisail (61229)                      | 78. Longny les Villages (61230)             | 79. Mahéru (61244)                          | 80. Mardilly (61252)                          |
| 81. Mauves-sur-Huisne (61255)            | 82. Ménil-Froger (61264)                    | 83. Ménil-Hubert-en-Exmes (61268)           | 84. Merlerault-le-Pin (61275)                 |
| 85. Montgaudry (61286)                   | 86. Mortagne-au-Perche (61293)              | 87. Moulins-la-Marche (61297)               | 88. Moutiers-au-Perche (61300)                |
| 89. Neuville-sur-Touques (61307)         | 90. Orgères (61317)                         | 91. Origny-le-Roux (61319)                  | 92. Parfondeval (61322)                       |
| 93. Perche en Nocé (61309)               | 94. Pervenchères (61327)                    | 95. Planches (61330)                        | 96. Pontchardon (61333)                       |
| 97. Pouvrai (61336)                      | 98. Rai (61342)                             | 99. Rémalard en Perche (61345)              | 100. Résenlieu (61347)                        |
| 101. Réveillon (61348)                   | 102. Roiville (61351)                       | 103. Sablons sur Huisne (61116)             | 104. Saint-Aquilin-de-Corbion (61363)         |
| 105. Saint-Aubin-de-Bonneval (61366)     | 106. Saint-Aubin-de-Courteraie (61367)      | 107. Saint-Cyr-la-Rosière (61379)           | 108. Saint-Denis-sur-Huisne (61381)           |
| 109. Sainte-Céronne-lès-Mortagne (61373) | 110. Sainte-Gauburge-Sainte-Colombe (61389) | 111. Saint-Evroult-de-Montfort (61385)      | 112. Saint-Evroult-Notre-Dame-du-Bois (61386) |
| 113. Saint-Fulgent-des-Ormes (61388)     | 114. Saint-Germain-d’Aunay (61392)          | 115. Saint-Germain-de-Clairefeuille (61393) | 116. Saint-Germain-de-la-Coudre (61394)       |
| 117. Saint-Germain-de-Martigny (61396)   | 118. Saint-Germain-des-Grois (61395)        | 119. Saint-Hilaire-le-Châtel (61404)        | 120. Saint-Hilaire-sur-Erre (61405)           |
| 121. Saint-Hilaire-sur-Risle (61406)     | 122. Saint-Jouin-de-Blavou (61411)          | 123. Saint-Langis-lès-Mortagne (61414)      | 124. Saint-Mard-de-Réno (61418)               |
| 125. Saint-Martin-d’Écublei (61423)      | 126. Saint-Martin-des-Pézerits (61425)      | 127. Saint-Martin-du-Vieux-Bellême (61426)  | 128. Saint-Michel-Tubœuf (61432)              |
| 129. Saint-Nicolas-de-Sommaire (61435)   | 130. Saint-Ouen-de-Sécherouvre (61438)      | 131. Saint-Ouen-sur-Iton (61440)            | 132. Saint-Pierre-des-Loges (61446)           |
| 133. Saint-Pierre-la-Bruyère (61448)     | 134. Saint-Sulpice-sur-Risle (61456)        | 135. Saint-Symphorien-des-Bruyères (61457)  | 136. Sap-en-Auge (61460)                      |
| 137. Soligny-la-Trappe (61475)           | 138. Suré (61476)                           | 139. Ticheville (61485)                     | 140. Touquettes (61488)                       |
| 141. Tourouvre au Perche (61491)         | 142. Val-au-Perche (61484)                  | 143. Vaunoise (61498)                       | 144. Verrières (61501)                        |
| 145. Villiers-sous-Mortagne (61507)      | 146. Vimoutiers (61508)                     | 147. Vitrai-sous-Laigle (61510)             |                                               |

* Zahlen in Klammern sind INSEE-Codes

## Neuordnung der Arrondissements 2017

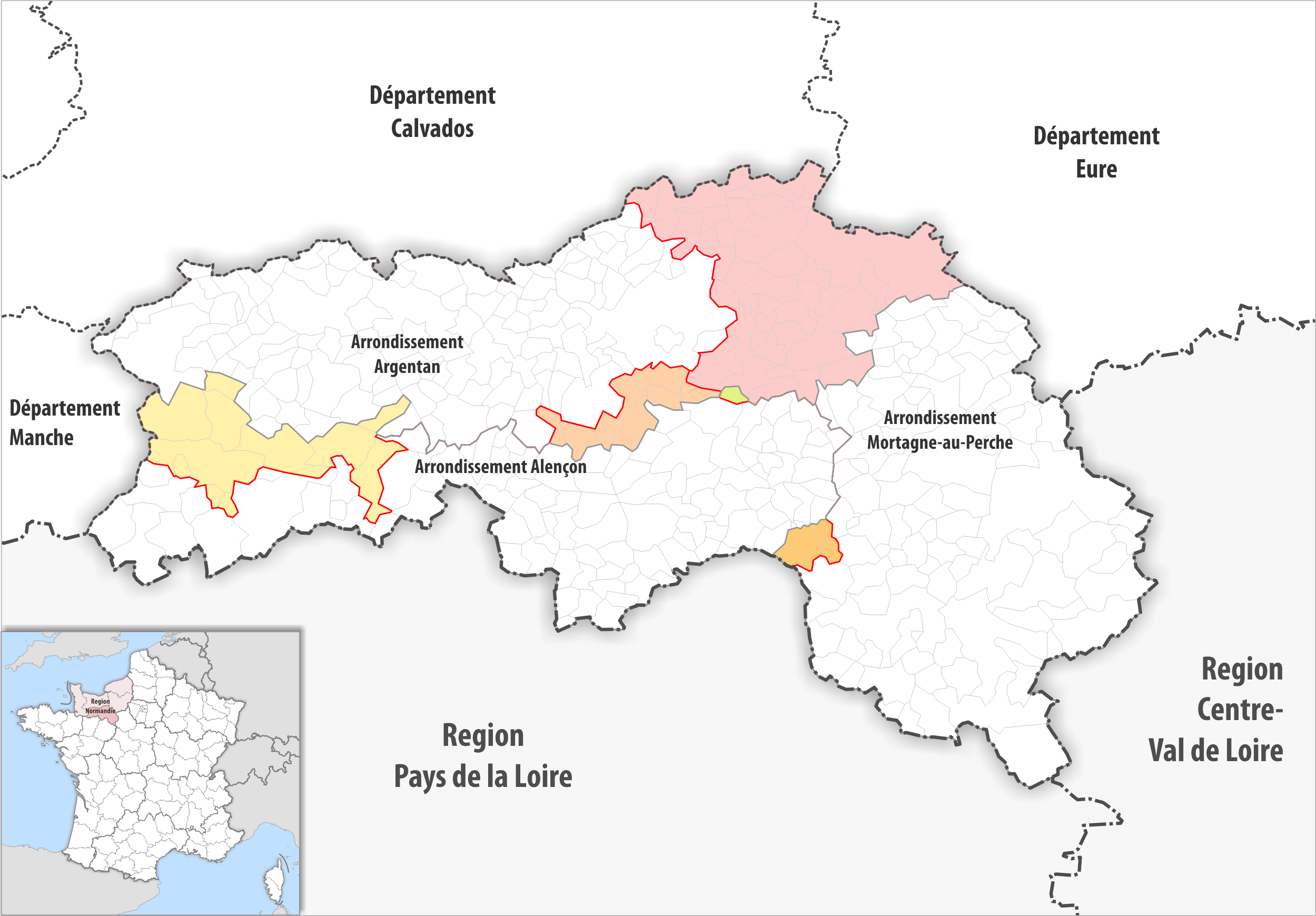
Arrondissementsanpassungen im Jahr 2017

Durch die Neuordnung der Arrondissements im Jahr 2017 wurde aus dem Arrondissement Argentan die Fläche der 49 Gemeinden Aubry-le-Panthou, Les Authieux-du-Puits, Avernes-Saint-Gourgon, Le Bosc-Renoult, Camembert, Canapville, Champ-Haut, Les Champeaux, Champosoult, Chaumont, Cisai-Saint-Aubin, Coulmer, Croisilles, Crouttes, Échauffour, La Ferté-en-Ouche, La Fresnaie-Fayel, Fresnay-le-Samson, Gacé, La Genevraie, La Gonfrière, Guerquesalles, Lignères, Mardilly, Ménil-Froger, Ménil-Hubert-en-Exmes, Le Ménil-Vicomte, Le Merlerault, Neuville-sur-Touques, Nonant-le-Pin, Orgères, Planches, Pontchardon, Le Renouard, Résenlieu, Roiville, Saint-Aubin-de-Bonneval, Saint-Evroult-de-Montfort, Saint-Evroult-Notre-Dame-du-Bois, Saint-Germain-d’Aunay, Saint-Germain-de-Clairefeuille, Saint-Nicolas-de-Sommaire, Sainte-Gauburge-Sainte-Colombe, Le Sap-André, Sap-en-Auge, Ticheville, Touquettes, La Trinité-des-Laitiers und Vimoutiers sowie die Fläche der Gemeinde Godisson aus dem Arrondissement Alençon dem Arrondissement Mortagne-au-Perche zugewiesen.
Dafür wechselte die Fläche der fünf Gemeinden Barville, Buré, Saint-Julien-sur-Sarthe, Saint-Quentin-de-Blavou und Vidai vom Arrondissement Mortagne-au-Perche zum Arrondissement Alençon.

## Ehemalige Gemeinden seit der landesweiten Neuordnung der Kantone
bis 2024:
Godisson, La Genevraie, Le Merlerault, Les Authieux-du-Puits, Nonant-le-Pin
bis 2017:
Moussonvilliers, Normandel, Saint-Maurice-lès-Charencey
bis 2016:
Eperrais, Le Gué-de-la-Chaîne, Origny-le-Butin, La Perrière, Saint-Ouen-de-la-Cour, Sérigny
bis 2015:
Autheuil, Bellou-sur-Huisne, Bivilliers, Boissy-Maugis, Bresolettes, Bubertré, Champs, Colonard-Corubert, Condé-sur-Huisne, Condeau, Coulonges-les-Sablons, Courcerault, Dancé, Dorceau, Gémages, L’Hermitière, La Lande-sur-Eure, Lignerolles, Longny-au-Perche, Maison-Maugis, Mâle, Malétable, Marchainville, Monceaux-au-Perche, Moulicent, Neuilly-sur-Eure, Nocé, La Poterie-au-Perche, Préaux-du-Perche, Prépotin, Randonnai, Rémalard, La Rouge, Saint-Agnan-sur-Erre, Saint-Aubin-des-Grois, Saint-Jean-de-la-Forêt, Saint-Maurice-sur-Huisne, Saint-Victor-de-Réno, Le Theil, Tourouvre